# الاستذكار الجامع لمذاهب فقهاء الأمصار وعلماء الأقطار
الاستذكار الجامع لمذاهب فقهاء الأمصار وعلماء الأقطار هو كتاب من كتب شروحات كتب الحديث، ألفه الحافظ ابن عبد البر (368 هـ - 463 هـ)، شرح كتاب الموطأ على غير ما وضع عليه كتاب التمهيد لما في الموطأ من المعاني والأسانيد، وقد أضاف فيه إلى شرح المسند والمرسل، وشرح أقاويل الصحابة والتابعين، ورتبه على أبواب الموطأ وحذف منه تكرار الشواهد والطرق، وبين قول مالك بن أنس وما بُني عليه من أقاويل أهل المدينة، وكذلك كل قول ذكره لسائر فقهاء الأمصار، حتى جاء الكتاب مستوعبًا على شرط الإيجاز والاختصار، وجعل كتابه هذا على رواية يحيى بن يحيى، ولم يفرد فيه كلامًا على فضائل مالك اكتفاء بما ذكره وافيًا في التمهيد لما في الموطأ من المعاني والأسانيد.

## فضل الكتاب
قال الذهبي: «صنع ابن عبد البر كتاب الإستذكار الجامع لمذاهب فقهاء الأمصار وعلماء الأقطار فيما تضمنه الموطأ من معاني الرأي والآثار، شرح فيه الموطأ على وجهه، ونسق أبوابه».
قال الإمام ابن كثير: «إعتنى الناس بكتاب موطأ الإمام مالك وعلقوا عليه كتبا جمة ومن أجود ذلك كتابي "التمهيد" و "الإستذكار" للشيخ  أبو عمر يوسف بن عبد البر النمري القرطبي رحمه الله».

## نهج الكتاب
وقد تفنن ابن عبد البر في الاستذكار وجدد واجتهد في الفقه والحديث واستنباط المسائل والأحكام، وبسط الدلائل على آرائه في أثناء شرحه للأحاديث بالإضافة إلى ما أورده الإمام مالك واعتماده على رواية أهل المدينة، ثم أورد أقوال فقهاء الأمصار، ثم بين درجة الحديث، محيلًا إلى مصادره، ثم محص آراء الفقهاء ورجح، وهكذا استقصى شرح الموطأ كله باختصار. فهو على المراحل التالية:
1. ذكر الحديث من الموطأ برواية يحيى بن يحيى
2. ذكر إسناد الحديث
3. ذكر اختلاف ألفاظ ناقلي الحديث
4. شرح ألفاظ الحديث من شواهد اللغة العربية
5. شرح الحديث وما يستفاد منه
6. ذكر اختلاف أصحاب مالك في المسألة المتعلقة بالحديث (كتاب الموطأ كتاب حديث وفقه)
7. استعرض أقوال الفقهاء
8. رجح رأيه في المسألة

ومن الأمثلة مسألة نقض الوضوء عند لمس الذكر فذكر الروايات واختلاف الصحابة والعلماء ثم رجح بناء على ضعف حديث ترك الوضوء من مس الذكر مقابل قوة الحديث الآخر مع إقراره أن الاختلاف له سبب وجيه لتعدد الروايات واختلاف الصحابة.
ولم يكتب ابن عبد البر تمهيدًا عن مصطلح الحديث في مقدمة «الاستذكار» اكتفاء بما فعله في مقدمة «التمهيد»، فكلاهما شرح لأحاديث الموطأ. وكان يتعامل مع الحديث المرسل وفق الأصل في مذهب مالك بأن مرسل الثقة تجب به الحجة ويلزم به العمل.

## مقارنة بين التمهيد والاستذكار
رغم أن كلا الكتابين للمؤلف في شرح الموطأ، إلا أن بينهما اختلافات منها:
- سبب التصنيف: ألف التمهيد لتبسيط الموطأ أما الاستذكار فألفه للتنبيه على معاني الأحاديث وما يرتبط بها من الفقه
- الشيوخ: في التمهيد شرح لشيوخ مالك، أما الاستذكار ففيه شروح عن شيوخ ابن عبد البر
- بداية الكتاب: استهل التمهيد بشرح مصطلح الحديث والدفاع عن الموطأ ورد قول رافضي الاحتجاج بخبر الواحد، أما الاستذكار فمقدمته مختصرة
- التراجم: في التمهيد يترجم للصحابة بإسهاب، ويختصر ذلك في الاستذكار
- درجة الشمول: يورد في التمهيد فقط الأحاديث المسندة، أما في الاستذكار فيشرح كل ما ورد في الموطأ من مراسيل وآثار
- ذكر الأسانيد: يذكرها بالتفصيل مع الأحاديث في التمهيد، ويذكر الأحاديث مجردة في الاستذكار
- المسائل الفقهية: ترد مفصلة وكثيرة في الاستذكار ومستوعبة وفيها تطرق إلى كل ما ورد في الموضوع
- وحدة الموضوع: تميز الاستذكار بأن الموضوع يذكر مرة واحدة مجموعا وغير متفرق
- شمول الشرح: الاستذكار أكثر شمولًا في الشرح[3]

## وصلات خارجية
- تحميل كتاب الاستذكار المكتبة الوقفية
- تحميل كتاب الاستذكار المكتبة الشاملة